# Gabriele Böhning

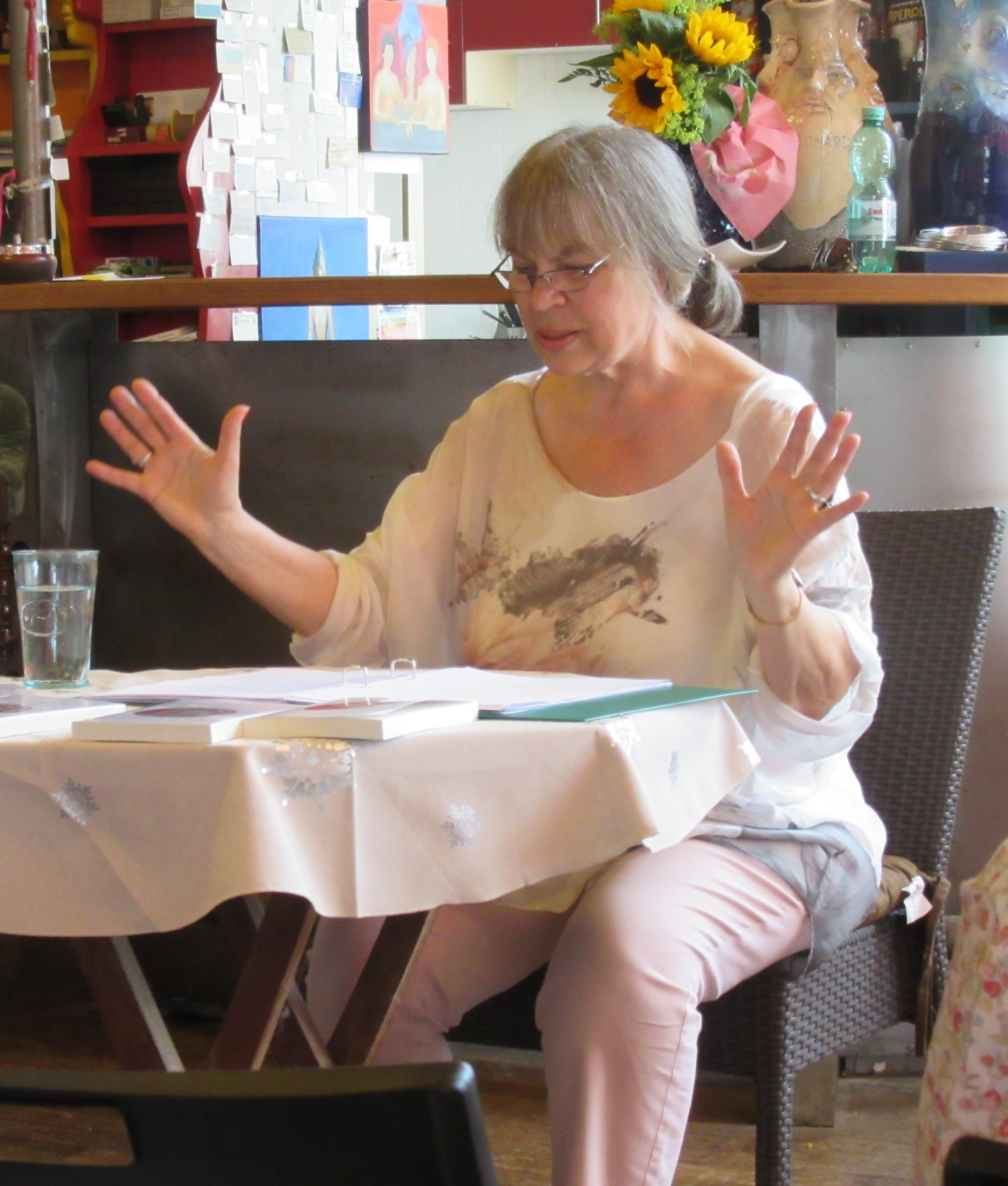
Gabriele Böhning bei einer Lesung 2017

Gabriele Böhning (* 20. Juni 1948 in Borgholzhausen) ist eine deutsche Autorin mit dem Schwerpunkt Lyrik.

## Leben
Aufgewachsen in Borgholzhausen, absolvierte sie ab 1962 eine Lehre als Drogistin in Bielefeld. Ab 1965 war sie Mitglied des Opernchors (Extrachor) der Städtischen Bühnen Bielefeld. 1968 zog sie nach Hofheim am Taunus. Ab 1984 arbeitete sie als freie Mitarbeiterin bei der Hofheimer Zeitung im Bereich Kunst und Kultur. 1987 erhielt sie von der Stadt Hofheim den Auftrag, Zeitzeugenberichte um die Malerin Hanna Bekker vom Rath und das Blaue Haus zu sammeln. Seit 1995 arbeitet sie als freie Autorin und hält deutschlandweit Lesungen, u. a. 2001 bei den „Freudenstädter Lyriktagen“, 1995 auf der Buchmesse Frankfurt, 2004 in Goethehaus in Weimar, 2006 bei den „Kurpfälzer Lyriktagen“ in Schwetzingen, 2007 Mainzer Kulturtelefon. Seit 2007 organisiert sie Autorenlesungen im Raum Hofheim mit besonderer Förderung junger Autoren.
Sie ist Mitglied im Freien Deutschen Autorenverband.

## Werke
- Feuervögel. Gedichte. Scheffler-Verlag, Herdecke 1995, ISBN 3-929885-61-1
- Das Lächeln des Wanderers. Gedichte und Fabeln. Scheffler-Verlag, Herdecke 1997, ISBN 3-929885-90-5
- Der Hammel Neid und andere … Leim-Reime. Satire. Fouqué-Verlag, Egelsbach 1998, ISBN 3-8267-4131-5
- Vögel im Wind. Gedichte. Röschnar-Verlag, Linz 1998, ISBN 3-85277-034-3
- Auf der Suche nach dem Paradies. Gedichte. Verlag Edition L, Hockenheim 2000, ISBN 3-930045-93-1
- Unterhalb der Ravensburg. Erzählungen. Epla-Verlag, Ganderkesee 2013, ISBN 978-3-940554-85-7
- Ein Lächeln am Horizont. Gedichte. Epla-Verlag, Ganderkesee 2015, ISBN 978-3-945441-10-7
- Blumen des Unerwarteten – Das Intensive des Lebens. Gedichte und Prosa. Epla-Verlag, Ganderkesee 2017, ISBN 978-3-945441-34-3

## Auszeichnungen
- 1998: Literaturförderpreis der NASPA-Stiftung[2][3]
- 1999: Finalistin Wilhelm-Busch-Preis für satirische und humoristische Versdichtung
- 2017: Preisträgerin Bibliothek Deutschsprachiger Gedichte[4]